# Sevierville
Sevierville ist eine City und Sitz der Countyverwaltung (County Seat) des Sevier County im US-Bundesstaat Tennessee. Das U.S. Census Bureau hat bei der Volkszählung 2020 eine Einwohnerzahl von 17.889 ermittelt.

## Geographie
Sevierville liegt in den Great Smoky Mountains, umgangssprachlich auch Smokies genannt. Der Ort bezeichnet sich aufgrund dieser Lage als Your hometown in the Smokies. 
Die Städte Knoxville und Nashville befinden sich in einer Entfernung von 35 bzw. 300 Kilometern jeweils in westlicher Richtung. Die Interstate 40 sowie der French Broad River tangieren Sevierville im Norden. Der U.S. Highway 441 führt durch die Stadt und wird zu Ehren der dort geborenen Country-Sängerin Dolly Parton innerorts Dolly Parton Parkway genannt.

## Geschichte
Sevierville wurde im Jahr 1795 gegründet und diente zunächst als Zwischenstation für Reisende und Warenumschlagsplatz. Der Name wurde zu Ehren von John Sevier, dem ersten Gouverneur des Staates Tennessee gewählt. Die offizielle Stadtgründung erfolgte 1901. Nachdem der Ort zum Verwaltungssitz des Sevier County ernannt wurde, ließen sich weitere Bewohner dort nieder.
Im Süden der Stadt beginnt der Great-Smoky-Mountains-Nationalpark, der wegen seiner Naturschönheiten zunehmend für den Tourismus erschlossen wird. Eine weitere Attraktion ist eine NASCAR-Rennstrecke. In Sevierville sind auch einige Museen angesiedelt, so ein Automuseum, ein Messermuseum und ein Luftfahrtmuseum.
Das Sevier County Courthouse wurde in das National Register of Historic Places aufgenommen. Vor dem Gebäude ist eine Bronzestatue, die Dolly Parton zeigt aufgestellt. Im Ort und der nahen Umgebung sind viele weitere historisch wertvolle Gebäude erhalten.

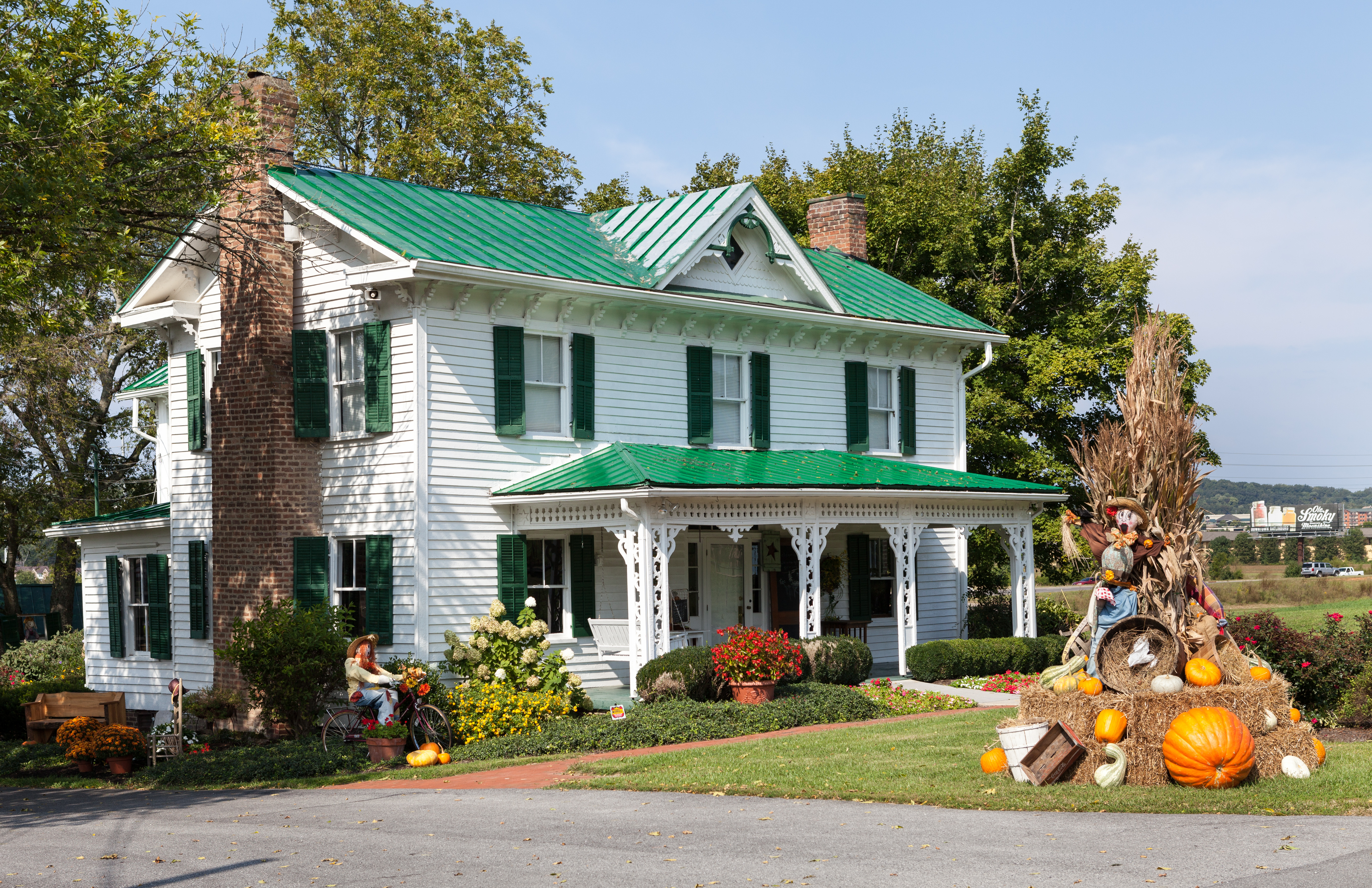
Riley H. Andes House
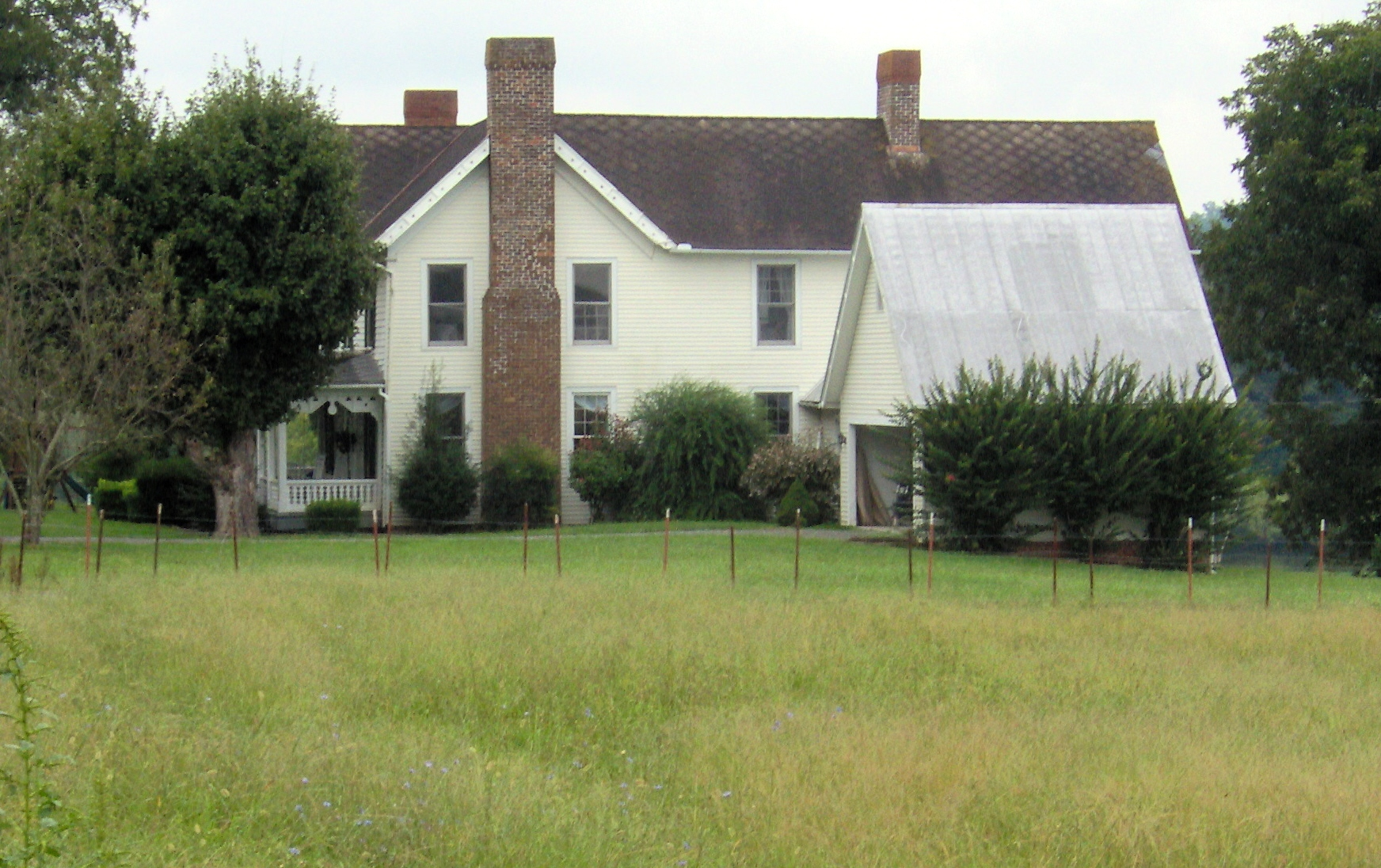
Brabson Ferry Plantation
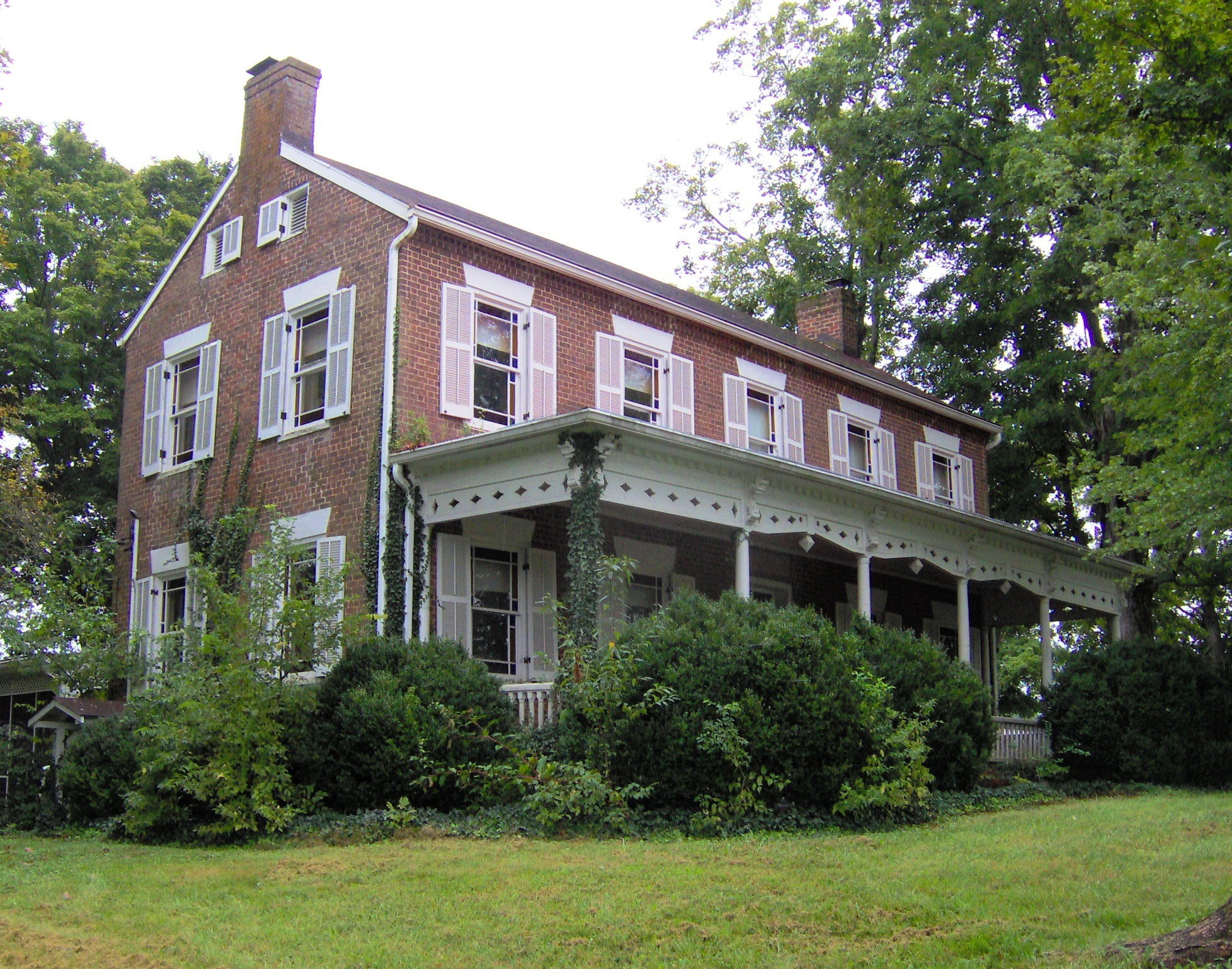
Wheatlands
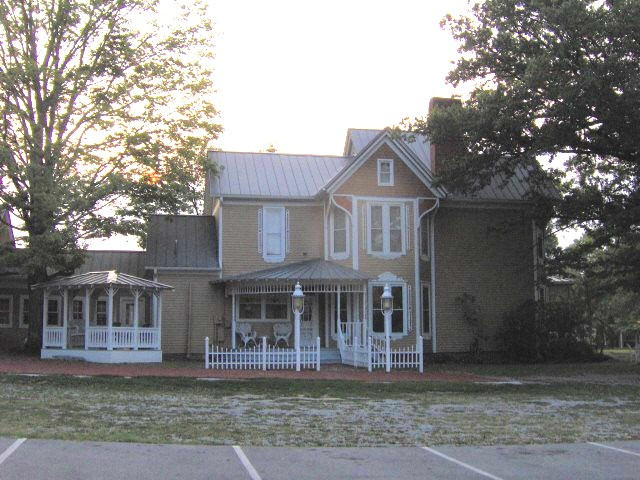
Waters House

## Demografische Daten
Im Jahr 2013 wurde eine Einwohnerzahl von 16.011 Personen ermittelt, was eine Zunahme um 36,2 % gegenüber 2000 bedeutet.  Das Durchschnittsalter lag 2013 mit 37,7 Jahren in der Größenordnung des Wertes von Tennessee, der 38,5 Jahre betrug.

## Söhne und Töchter der Stadt
- Irene Baker (1901–1994), Politikerin
- Dolly Parton (* 1946), Country-Sängerin
- John Henninger Reagan (1818–1905), Politiker
- Isaac Thomas (1784–1859), Politiker